# Mengomeyén
Mengomeyén – miasto we wschodniej kontynentalnej części Gwinei Równikowej, w prowincji Wele-Nzas. W 2005 roku liczyło 5947 mieszkańców.
W 2012 roku w mieście otworzono nowoczesny port lotniczy.